# 原始吐火罗语
原始吐火罗语是构拟的已灭绝的印欧语系吐火罗语族的祖语。
原始吐火罗语是印欧语系一个已灭绝分支的祖语，这些语言在公元5至8世纪间被记录在手稿上，分布在塔里木盆地北缘和罗布泊。这个语族在20世纪早期被发现后，常常用来反驳印欧语系基于腭－咝音同言线的东西分类，并给印欧学研究注入了新的活力。
已出土的文本记录了两种有亲缘关系的语言，是甲吐火罗语（东吐火罗语/吐鲁番语/焉耆语）和乙吐火罗语（西吐火罗语/龟兹语）。文本的题材说明焉耆语更古典，是用于佛教的宗教性语言，而龟兹语则分布在东起吐鲁番，西至图木舒克市的整片区域。罗布泊盆地一份包含俗语（Prakrit）借词和名称的文献被认为是丙吐火罗语（楼兰语）。有人宣称发现了10份以佉卢文书写的丙吐火罗语文本，但现在已被证伪。
焉耆语和龟兹语是原始吐火罗语最主要的两支后代，无法互通，这驱使语言学家设想原始吐火罗语的分裂可能在好几千年前。

## 发展

### 元音
原始吐火罗语展现出原始印欧语（PIE）元音的巨变。长短元音对立首先变成音值的差异，接着展现不同的反映，最终消失。许多PIE元音只由声母是否颚化来区分。例如，PIE o和ē都演化为原始吐火罗语ë（可能是/ɛ/），但PIE ē使后面的辅音颚化，后面无辅音时留下一个y，PIE o则没有这样的变化。
PIE到原始吐火罗语元音的音变坎坷重重，因此学者间也争议颇多。最基本的几个问题有：
- 焉耆语和龟兹语的亲缘关系难以得证。
- PIE塞音的广泛合流使得特定的吐火罗语单词有许多含糊的可能词源。
- 元音系统的激进构拟意味着，无论音变在表面上不合理到什么地步，对它们的质疑都能“合理”地搪塞过去。
- 大量相似的变化在名词性和动词性系统里都发生，难以确定哪种变化是规则的。

吐火罗语族元音的演化是历时语音学上最后一个构拟出来的。在1938年，George S. Lane谈到吐火罗语族时说：“到目前为止，每个构拟方案几乎都受到了其元音系统的挑战。”:20–38迟至1945年，George S. Lane仍称：“目前广泛认为这（颚化）问题是相当费解的——但对吐火罗语音位学来说，几乎处处都是如此。”:18–261948-1960年间，以Sieg & Siegling （1949）为首帮人们理解元音系统和音系演化的研究接连取得突破。到1960年，经由克劳斯和托马斯整理，这一系统已经足够透彻。克劳斯和托马斯的专著（1960）仍是最重要的吐火罗语语法著作之一。
焉耆语和龟兹语的元音系统间显著相似，但其实许多相同的元音并不同源，原始吐火罗语的元音系统和两者均不相同。例如焉耆语a反映原始吐火罗语两个元音合流，它们在龟兹语中是e和o；龟兹语a则反映基于重音的原始吐火罗语ā或ä变体，而焉耆语则无论重音在哪，都保留了原来的ā和ä。
一般而言龟兹语反映原始吐火罗语元音系统比焉耆语更规则，后者的双元音单化、末元音几乎完全丢失、开音节ä丢失、拆解复辅音的增音ä（特别在词首）等变化不见于龟兹语。
下表展示的是晚期原始吐火罗语的“最小公构拟”，包括吐火罗语研究者一般承认的所有元音：
|        | 前元音 | 央元音 | 后元音 |
| ------ | ------ | ------ | ------ |
| 闭元音 | i /i/  | ä /ɨ/  | u /u/  |
| 中元音 | e /e/? | -      | ọ /o/  |
| 低元音 | -      | ā /a/  | o /ɔ/  |

下表展示原始吐火罗语“最大公构拟”，来自Ringe （1996）：
|        | 前元音     | 央元音 | 后元音     |
| ------ | ---------- | ------ | ---------- |
| 闭元音 | （i = ǝy） | ǝ /ɨ/  | （u = ǝw） |
| 中元音 | ẹ /e/      | ë /ə/  | ọ /o/      |
| 开元音 | e /ɛ/      | ā /a/  | o /ɔ/      |

“最小”和“最大”间的一些区别主要是在记号上：Ringe*ǝ=标准*ä，Ringe（及其他许多学者）将原始吐火罗语的表层*[i]和*[u]的底层看成是*äy和*äw（Ringe记作*ǝy、*ǝw）。而Ringe在最小公构拟的*e中塞了*ë、*e、*ẹ3个元音。最主要的区别是*ë< PIE *o，它不引发颚化，应是央元音；*e < PIE *ē，它会引发颚化。除颚化作用外，两个元音在焉耆语和龟兹语中的反映完全一致，因此许多研究者推断这一合流早至原始吐火罗语。然而，这两个元音有一部分变音过程不一样，Ringe（还有Adams:446- 450和其他一些学者）还是将它们在原始吐火罗语中区分开了。Ringe的*ẹ是比*e更高的元音，相当罕见且在龟兹语中反映为i，在焉耆语中反映为e。这个元音能引发颚化，Ringe认为它主要反映PIE *oy的词根和借词。总体上，Ringe的原始吐火罗语构拟能反映更早期的语言面貌。
部分学者用的符号和上面给出的不同：如最小公构拟e位置的æ或ë、o位置的å或ɔ、ä位置的ǝ。
下表给出了原始印欧语（PIE）到原始吐火罗语（PToch）和龟兹语、焉耆语（TA）的音变：
| 晚期PIE  | 早期PToch   | 晚期PToch | 龟兹语                 | 焉耆语         | 例子 |
| -------- | ----------- | --------- | ---------------------- | -------------- | --- |
| a, Ḥ     | ā           | ā         | ā́; a                   | ā              | PIE *h₂ént-o-“在前面”> *ánt-o- > PToch *ā́ntë > TB ānte, TA ānt PIE *pḥ₂tḗr “父” > PToch *pācer > TB pācer, TA pācar                                                |
| e        | yä          | +ä        | +á; +ä, +—             | +ä, +—         | PIE *（h₁）eḱwo- “马” > PToch yä́kwë > TB yakwe PIE *gʷén-eh₂ “女”> *gʷén-ā > PToch śä́nɔ > TB śana, TA śäṃ PIE *kʷetwór-es “4”> PToch *śätwë́rä > TB śtwer, TA śtwar |
| i        | ä, yä       | （+）ä    | （+）á; （+）ä, （+）— | （+）ä, （+）— | PIE *wiso-“毒”> PToch *wä́së > TB wase, TA wäs |
| o        | ë           | e         | e                      | a              | 晚期PIE *okʷs“目”> PToch ëk > TB ek, TA ak |
| u        | u           | ä         | á; ä, —                | ä, —           | PIE *h₁rudʰ-ró-“红” > PToch rä́trë > TB ratre, TA rtär （< *rtr） PIE *dhugh₂-tēr“女儿”> PToch *täkā́cër > TB tkācer, TA ckācar                                      |
| ā        | o           | o         | o                      | a              | Late PIE *bhrā́tēr“兄弟”> PToch *prɔcër > TB procer, TA pracar |
| ē        | ye          | +e        | +e                     | +a             | PIE *h₂wéh₁nt-o- “风”> *wēnt-o- > PToch *w'entë > TB yente, TA want                                                                                                |
| ō        | ā           | ā         | ā́; a                   | ā              | PIE *ṇ-ǵneh₃-tih₂“无知”（拉丁语ignōtus） > *ṇ-ǵnō-tyḤ > PToch āknā́tsā > TB aknātsa                                                                                 |
| ih₁      | yä? ī?      | +ä? i?    | +á; +ä, +—? i?         | +ä, +—? i?     | |
| ih₂, ih₃ | yā          | +ā        | +ā́; +a                 | +ā             | |
| uh₁      | ū?          | u?        | u?                     | u?             | |
| uh₂, uh₃ | wā? ū?      | wā? u?    | wā́;wa? u?              | wā? u?         | |
| ai       | āi          | āi        | ai                     | e              | |
| ei       | yäi         | +äi       | +i                     | +i             | |
| oi       | ëi          | ei        | ai                     | e              | |
| au       | āu          | āu        | au                     | o              | |
| eu       | yäu         | +äu       | +u                     | +u             | |
| ou       | ëu          | eu        | eu > au                | o              | |
| Ṛ, ṚH    | äR          | äR        | áR; äR, R              | äR, R          | PIE *wḷkʷo- “狼” > PToch *wä́lkʷë > TB walkwe PIE *pṛh₂wo-“前部、头”（参考梵语 pū́rva-） > PToch *pä́rwë > TB parwe, TA pärwa-t                                       |
|          | ā…ë́         | ɔ…ɔ́       | o…o                    | a…a            | |
|          | ä（…o/ọ/u） | u         | u                      | u              | |
|          | äu（…ọ）    | ọ         | o                      | o              | |
|          | ë́（…o/ọ/u） | ọ         | o                      | o              | PIE *h₁óḱtōu“8”>早期PToch *ë́ktu > *óktu > PToch *óktä > TB okt, TA okät                                                                                            |
|          | u（…o/ọ/u） | ọ         | o                      | o              | |
|          | ë́（…ā）     | ā         | ā́; a                   | ā              | |

注释：
1. 最后6行暗示原始吐火罗语时期就有的元音交替构词（下详）。
2. A + 表示颚化。后面跟着辅音时，辅音颚化并出现y。在PIE i之前，齿音以外的辅音不发生音位性的颚化（有争议）；这用（+）表示。
3. A – 表示无元音：来自开音节ä的弱化。
4. 龟兹语可据重音区分原始吐火罗语央元音（ä、ā）：重音的ä ā>a ā，非重音的ä ā>ä a（即龟兹语a反映重音的ä或非重音的ā）。另外，非重音的ä在开音节中丢失。下详。

原始吐火罗语拥有重音，不过不同研究者构拟的位置也不同。推断存在重音的证据是龟兹语ā~a和a~ä交替可以逆推回原始吐火罗语。大部分情况下它并不能对应PIE的重音。双音节词以头重为主，三音节和更多音节的词的重音则一般落在第二个音节。龟兹语许多多音节词似乎含有多个重音，这可能显示原始吐火罗语中仍能附词或词缀在韵律上仍是独立的。Ringe认为PIE重音和原始吐火罗语重音无关，假定龟兹语展现的完全不同的系统是在原始吐火罗语分裂之后才产生的。
PIE*iH和*uH后面不跟元音时的反映不一致。
一般认为*ih₂变成原始吐火罗语*yā，相似的变化也发生于古希腊语。
- ih₃也被期待变成原始吐火罗语*yā，尽管并不清楚是直接变*ih₃>*yā /ya/还是经历过中间过程*ih₃>*yō/yo:/>*yā/ya/（与古希腊语相似），因为PIE*ō一般变成原始吐火罗语*ā（不是长元音）。其他组合的反映并不清晰。许多词的词源似乎是经历过平行的*uh₂ > *wā，不过也有些似是经历过*uh₂ > *ū > *u。Ringe[9]证明所有*wā的用例都能被解释为类推，并假设*uH > *ū > *u与其他语言的*uH对应，但许多其他学者（如Krause和Slocum[8]）则认为*uh₂ > *wā是更规则更普遍的音变。*ih₁的反映也这样有着不规则的反映，Ringe假设存在*ih₁ > *ī > i，其他人假设存在*ih₁ > *ye > *yä。和其他地方一样，这里最主要的困难是，相比于其他印欧语，吐火罗语的语料更加稀少，还经历过大量的类推变化。

原始吐火罗语时期许多元音交替过程增加了圆唇元音的数量。元音圆唇化也可受相邻的唇化软腭音影响而产生，不过这往往在原始吐火罗语时期之后才发生，造成焉耆语和龟兹语间不同的反映，一般而言焉耆语出现得更多（如PIE *gʷṃ-“来”> PToch *kʷäm- > 焉耆语 kum-，但龟兹语 käm-）。

### 元音删去和插入
焉耆语丢掉了原始吐火罗语所有末元音，以及开音节中所有原始吐火罗语ä（也包括后接Cr和Cl的）。如果这产生了不合法的复辅音，则会将w和y元音化为u和i，或加入一个增音ä。注意大部分复辅音都能出现在词首，包括rt-、ys-和lks-。如：PIE h₁rudhros （希腊语erythros） > PToch rä́tre > Toch A *rtr > rtär。
龟兹语只丢失开音节中不重读的ä，并保留其他所有元音。如PIE h₁rudhros > PToch rä́tre > Toch B ratre。不可能出现的复辅音会像焉耆语那样产生增音。

### 辅音
PIE到原始吐火罗语的主要音变有：
- 腭音变：PIE “颚音”与PIE“软腭音”合流。
- 部分词中PIE d（不包括其他齿音）在后面不接PIE前元音时消失。
- 浊音和送气音间的对立消失，使得PIE k、g、gh间的对立消失。
- PIE e、ē、y，有时包括i前的所有辅音颚化，产生许多新音素（c、ś、ṣ、ts、ñ、ly）.
- r以外的韵尾丢失，部分复辅音也完全丢失（如nts）。

现存的吐火罗语文本的辅音音素与原始吐火罗语大致相同，有几处例外：
- 发展出新音素ṅ /ŋ/。它本来是n在k前的同位异音，在元音失落后，与nk和ñk对立；k在复辅音中偶然的丢失使得独立的ṅ出现。
- 原始吐火罗语唇化软腭音*kʷ最终在焉耆语和龟兹语中与k合流。不过这显然发生在原始吐火罗语阶段之后，因为古*kʷ一般会在掉落前使相邻的元音圆唇化，这在焉耆语和龟兹语间的反映不同（如原始吐火罗语 *kʷäm-“来”>焉耆语kum-，而龟兹语käm-）。另外，据Ringe，[12]:400–408在清音前的原始吐火罗语 *kʷ有时仍保存在龟兹语中，尤其是在西部方言中。

不同于大多数腭音语言，原始吐火罗语保持了PIE *kʷ和*ḱw的对立。后者在龟兹语中仍是kw，如yakwe“马”< PIE *eḱwos。

### 颚化
颚化是原始吐火罗语一个非常重要的过程。颚化似乎出现得非常早，比PIE到原始吐火罗语大部分元音变化出现得都早。颚化出现在PIE e、ē、y 、部分i之前；特别地，PIE i引发齿音的颚化，但一般不引发软腭音或唇音的颚化。（据Ringe，在PIE i前罕见颚化是因为部分音后发生i > wǝ。）颚化是在吐火罗语中区分PIE e和i、e和u、ē和o的唯一方法。颚化有两个阶段，早期阶段只影响ty和dhy，晚期阶段的影响更大–至少和dh在y 前颚化的结果和在e、ē、i前的不同，而其他辅音没有这样的双重演化。（相似的情况也见于原始希腊语和原始罗曼语。）颚化前出现的特定音变：
1. 包含PIE齿音的部分变化；下详。
2. PIE iH→y+元音。（注意其他印欧语的iH大多数时候变成ī。）

下表展示了颚化的结果：
| PIE                       | 原始吐火罗语 | 龟兹语       | 焉耆语 | 例子 |
| ------------------------- | ------------ | ------------ | ------ | --- |
| p 、b 、bʰ                | p'           | py; pyä > pi | p      | PIE *penkʷe“5”> PToch p'äñśä （?） > Toch B piś 、Toch A päñ                                                         |
| k 、g 、gʰ; kʷ 、gʷ 、gʷʰ | ś            | ś            | ś      | PIE *gʷén-eh₂“女”> *gʷén-ā > PToch śä́nɔ > TB śana 、TA śäṃ PIE *kʷetwór-es “4”> PToch *śätwë́rä > TB śtwer 、TA śtwar |
| t 、dʰ                    | c            | c            | c      | PIE *dʰugh₂-tēr “女儿”> PToch *täkā́cër > Toch B tkācer （Toch A ckācar < *tkācar是同化）                             |
| ty 、dʰy                  | ts           | ts           | ts     | PIE *wleh₂-nt-ih₂“皇后”> PToch *wlāntyā > *wlāntsā > Toch B lāntsa                                                   |
| d > dz > ts               | ś            | ś            | ś      | PIE *dekṃ（t）“10”> PToch *dzäkä（n） > *śä́kä > Toch B śak 、Toch A śäk                                              |
| s                         | ṣ            | ṣ            | ṣ      | PIE *sēm-s“1；仅”> PToch *ṣë > Toch B ṣe 、Toch A ṣa- （复合词）                                                     |
| m                         | m'           | my; myä > mi | m      | PIE *medʰu “蜜”> PToch *m'ätu > *m'ätä > Toch B mit                                                                  |
| n                         | ñ /ɲ/        | ñ /ɲ/        | ñ /ɲ/  | |
| l                         | ly /ʎ/       | ly /ʎ/       | ly /ʎ/ | PIE *léuk-os “亮”> PToch *l'äukë > Toch B lyuke                                                                      |
| r                         | r'           | r            | r      | |
| w                         | w'           | y            | w      | PIE *h₂weh₁-nt-o-“风”> PToch w'ëntë > Toch B yente 、Toch A want                                                     |

### 齿音
PIE齿音在吐火罗语中的反映，特别是PIE *d相当复杂、难以解释。颚化有时产生c，有时是ts或ś；在没有后跟前元音的部分词中，PIE *d（无其他齿音）直接消失，如吐火罗语or“木”< PIE *doru，龟兹语ime“曾想”< PToch *w'äimë < PIE *weid-mo-。c和ts的大多数可以通过是跟y还是跟前元音区分（见前），不过仍有些难解的情况。
大多数研究者相信部分PIE齿音的反映间互不相通–与其他PIE塞音的情况也不同。这说明部分音变可能在浊音和送气合流之前只发生在特定的齿音上。针对具体发生了什么音变有大量不一致意见，这主要是因为现存形式太过稀少、类推的发生，以及特定词源的不一致，其中既有PIE词根也有元音交替形式。
Ringe认为存在下列音变顺序：
1. 格林定律，当词中后跟送气音时引发dh > d（这也在希腊语和印度-伊朗语族中发生）。
2. d>dz如果存在，出现在格林定律之后。
3. 浊音和送气音间的对立消失（也可能在颚化后还能产）。
4. 颚化。新产生的ts颚化成ś，这可以解释龟兹语śak、焉耆语śäk“10”< PIE *dekṃ(t)。
5. ts在辅音前消失。

这解释也解决不了大量没有发生预期演变的词汇，需要诉诸类推。例如格拉斯曼定律的假设只解决了2个动词，其中PIE *dh变为ts；同时，这2个词还应该发生颚化、变成ś，因为它们的现在时形式以PIE *dhe-开头。Ringe认为，这是基于动词的其他没被颚化的元音交替形式类推而产生的去颚化。这样假设是合理的，因为许多其他动词也展现出类推的去颚化；但尽管如此，这样的假设也仍是不稳妥的，其他研究者给出不同的假设也就不足为奇了（如PToch*tsä-是PIE*dhe-的例外，此处未经历格拉斯曼定律）。
相似地，PIE *d在吐火罗语or“木”<PIE *doru中的脱落也不能以这些规则解释，因为它是在元音前消失的。Ringe再次诉诸类推：这种情况下，PIE的词形是主格*doru、属格*dreus，Ringe假定属格常见的*d在*r前丢失被类推回主格。这一假设毫不意外地不为所有研究者接受。Krause和Slocum虽然接受了PIE *d在内的Ringe的音变理论的剩余部分，但还是认为它的丢失发生在原始吐火罗语圆唇元音、ë（来自PIE o）和鼻音（可能也包括其他辅音）之前。

## 音系
原始吐火罗语是“腭音语言”，这是说原始印欧语颚化软腭音（*ḱ, *ǵ, *ǵʰ）和普通软腭音（*k, *g, *gʰ）合流，而不是接着颚化成塞擦音或咝音。腭音语言主要分布在西欧和南欧（希腊语、意大利语族、凯尔特语族、日耳曼语族）。这样看来，原始吐火罗语（与希腊语和安纳托利亚语族有点像）似乎是“咝音语言”（即颚化软腭音变为咝音）人群中的语言岛。吐火罗语族的发现有力地证伪了原始印欧语分裂为东西支的说法；今日腭－咝音的划分已不再被视作是有分类学意义的划分。:107

### 元音
|        | 前元音 | 央元音 | 后元音 |
| ------ | ------ | ------ | ------ |
| 闭元音 | i /i/  | ä /ɨ/  | u /u/  |
| 中元音 | ẹ /e/  | a /ə/  | ọ /o/  |
| 开元音 | e /ɛ/  | ā /a/  | o /ɔ/  |

注意尽管焉耆语和龟兹语有一样的元音，但是它们间无法一一对应。例如原始吐火罗语并没有a。龟兹语的a来自重音的ä或非重音的ā（焉耆语中不变），而焉耆语的a词根来自原始吐火罗语的/ɛ/或/ɔ/（反映为龟兹语/e/和/o/），焉耆语e和o词根大都来自双元音单化（仍在龟兹语中保留）。

### 辅音
下表展现了原始吐火罗语辅音音素与其标准转写。它的后代所用的字母本来是书写梵语用的，所以转写其实直接基于对应的梵语音素。吐火罗文有所有表示梵语音素的字母，但其中有很多只出现在梵语借词中，应当不是吐火罗语本身音素的反映。某些字母的真实读音不能很确定，特别是表示颚化阻碍音的那些（下详）。
|        | 唇音  | 齿龈音  | 龈腭音   | 龈后音？ | 硬颚音 | 软腭音 | 唇化 软腭音 |
| ------ | ----- | ------- | -------- | -------- | ------ | ------ | ----------- |
| 塞音   | p /p/ | t /t/   | c /tɕ/?2 |          |        | k /k/  |             |
| 塞擦音 |       | ts /ts/ |          |          |        |        |             |
| 擦音   |       | s /s/   | ś /ɕ/    | /ʃ/?3    |        |        |             |
| 鼻音   | m /m/ | n /n/1  |          |          | ñ /ɲ/  | ṅ /ŋ/4 |             |
| 颤音   |       | r /r/   |          |          |        |        |             |
| 近音   |       |         |          |          | y /j/  |        | w /w/       |
| 边音   |       | l /l/   |          |          | ly /ʎ/ |        |             |

1. /n/以两个不同的吐火罗字母书写，取决于在词中的位置。根据对应的梵语字母，它们可被转写为（词尾和特定附词前）或n（其余地方），但表示/n/，而不是/m/。
2. 写作的音可能对应梵语硬颚塞音/c/。吐火罗语/tɕ/由常见组合śc表示，不过它的具体发音仍不能确定。
3. 写作的音对应梵语卷舌咝音/ʂ/，但它更可能是龈后咝音/ʃ/，因为它来自颚化的/s/。[9]
4. ṅ/ŋ/只在k前出现，一些复辅音中出现在被省去的k之前。考虑到存在nk和ñk的组合（它们间的古代ä经历词中音消失），它应是个单独的音素。